# Pilar (Paraguay)
Pilar ist eine Distriktsstadt und Hauptstadt des Departamentos Ñeembucú am Río Paraguay in Paraguay mit 32.800 Einwohnern, an der Grenze zu Argentinien.

## Geschichte
Pilar wurde am 12. Oktober 1779 von  Pedro Melo de Portugal gegründet, zunächst unter dem Namen Villa del Ñeembucú nach dem nahen Fluss gleichen Namens. Ein spanischer Priester benannte den Ort aber einige Jahre später mit dem heutigen Namen nach der Basílica del Pilar in seiner Heimatstadt Saragossa.
Nach dem Tripel-Allianz-Krieg siedelten sich italienische Einwanderer in Pilar an und gründeten eine Textilfabrik.

## Kultur und Sehenswürdigkeiten
Beeindruckendstes Bauwerk Pilars ist die Basílica Nuestra Señora del Pilar, die manchmal auch als Kathedrale bezeichnet wird, obwohl Pilar nicht Sitz eines Bischofs ist. Ferner gibt es unter anderem die Universidad Nacional de Pilar und das 1784 errichtete historische Museo Cabildo de Pilar. 

## Verkehr
Pilar verfügt über einen Hafen und einen Flugplatz (Aeropuerto Carlos Miguel Jiménez, IATA-Code: PIL). Die von Süden kommende Fernstraße Ruta 4 führt durch die Stadt und schwenkt hier nach Osten Richtung San Ignacio. Die Fernstraße Ruta 19 führt von hier nach Norden bis Asunción (etwa 260 km).

## Persönlichkeiten
- Elías Ayala (1870–1968), paraguayischer Offizier und Politiker, 1938/39 Außenminister des Landes
- Roberto Cabañas (1961–2017), Fußballspieler
- Hugo Brizuela (* 1969), Fußballspieler